# Vendes konung
Vendes konung (Latin: Rex Vandalorum) ingick i den svenska kungatiteln från 1540-talet till 1973 och i den danska kungatiteln från 1100-talet till 1972. Svenska anspråk till titeln upphörde vid Carl XVI Gustafs trontillträde, då den svenska kungatiteln förenklades till Sveriges konung. Den fullständiga titeln hade tidigare sedan Gustav Vasas regeringstid lytt Sveriges, Götes och Vendes konung (latin: Sueciae, Gothorum et Vandalorumque Rex).

## Historik
Det var Gustav Vasa som 1540 gjorde tillägget till det tidigare Svears och Götes konung som använts sedan Magnus Ladulås kröning 1278. Skälet var rivalitet med den danske kungen Kristian III, som kallade sig de Venders og de Goters Konge, d.v.s. kung över vender och gutar. Vid Malmö recess (1524) framlade Sverige anspråk på Gotland, en fråga som inte kom att avgöras förrän vid freden i Brömsebro 1645.
Knut Valdemarsson (1163–1202) började kalla sig de venders konge sedan Danmark erövrat Rügen, Pommern och Mecklenburg, som vid den tiden fortfarande hade vendisk befolkning. På latin lydde titeln ursprungligen Rex Slavorum, som senare blev synonymen Rex Vandalorum.